# Gabriel Moshe Kourieh
 (mars 2020).
Gabriel Moushe Gawrieh ou Gabriel Moshe Kourieh (en syriaque : ܓܒܪܐܝܠ ܡܘܫܐ ܓܘܪܝܐ) est le chef de la branche politique de l'Organisation démocratique assyrienne et un militant politique syrien assyrien . 

## Biographie
Gabriel Kourieh est né à Qamichli en 1962 dans une famille chrétienne, de confession syriaque orthodoxe. Il étudie le génie agricole à l'Université d'Alep et obtient son diplôme en 1982. Il rejoint l'Organisation démocratique assyrienne dont il devient l'un des dirigeants dans les années 2000. 

### Rôle dans la guerre civile syrienne
Au cours de la phase initiale de la guerre civile syrienne, le soulèvement pacifique révolutionnaire, Kourieh appelle à une transition démocratique pacifique du pouvoir, en exprimant son soutien aux manifestations non violentes. Il est l'une des principales figures laïques de la Déclaration de Damas, mais il refuse cependant de rejoindre le Comité de coordination nationale pour le changement démocratique.  
Gabriel Kourieh est arrêté par les autorités syriennes à Qamichli le 19 décembre 2013. Son arrestation est condamnée par des organisations assyriennes, des organisations de défense des droits de l'homme ainsi que d'autres pays tels que les États-Unis,. 
Kourieh est remis en liberté par les autorités syriennes le 22 juin 2016, après 30 mois de détention. Sa libération est applaudie par la Coalition nationale syrienne et de nombreuses organisations assyriennes et de défense des droits humains. 
Le 12 avril 2017, un responsable du Mouvement pour une société démocratique (TEV-DEM) rencontre Gabriel Moshe Kourieh et discute de la fermeture de deux bureaux de l'Organisation démocratique assyrienne depuis mars. C'est la première fois que des responsables de TEV-DEM rencontrent l'ODA